# Проскурнино
Проскурнино — деревня в Бабушкинском районе Вологодской области.
Входит в состав Миньковского сельского поселения, с точки зрения административно-территориального деления — в Миньковский сельсовет.
Расстояние по автодороге до районного центра села имени Бабушкина составляет 38 км, до центра муниципального образования Миньково — 14 км. Ближайшие населённые пункты — Комсомольский, Ковшево, Зеленик.
Население по данным переписи 2002 года — 11 человек.